# Гуден, Сэм
Сэмюэл «Сэм» Гуден (2 сентября 1934 года, Чаттануга, Теннесси — 4 августа 2022, там же) ― американский соул-певец. Наиболее известен как участник группы «The Impressions», с момента её основания в 1950-х годах, когда эта группа называлась ещё «The Roosters» (англ. «петухи»).

## Биография
Хотя Сэм Гуден не всегда указывается в титрах, в песнях «The Impressions» его мягкий голос часто можно услышать подпевающим солисту группы Кертису Мэйфилду (особенно в «It’s All Right») или его преемнику, Лерою Хатсону. Впрочем, в нескольких композициях Гуден выступал и как солист, он исполнял «Aware Of Love», а также кавер группы на «I Wanna Be Around». В 1991 году вместе с группой «The Impressions» Сэм Гуден занесён в Зал славы рок-н-ролла.
В 2000-х годах Гуден с группой всё ещё записывались и выступали. Его можно увидеть в расширенном интервью группы, выпущенном на DVD в 2008 г. под названием «Movin On Up — The Message and The Music of Curtis Mayfield & The Impressions», Интервью содержит также юбилейное стихотворение, посвященное группе, которое написал и исполнил актёр Клифтон Дэвис.
Скончался 4 августа 2022 года.